# لوحة مريم المجدلية
مَرْيَمُ الْمَجْدَلِيَّةَ (بالإنجليزية: Mary Magdalene) هي لوحة من فترة ما قبل الرفائيلية بريشة الفنان البريطاني فريدريك سانديز رسمها ما بين 1858-1860. كانت مريم المجدلية هي الشخصية الوحيدة من الكتاب المقدس التي رسمها سانديز على الإطلاق. حصل صموئيل بانكروفت ، أهم جامع أمريكي للفن ما قبل الرفائيلية  ، على ماري ماجدالين في عام 1894 ، وتبرعت عائلته بمجموعته إلى متحف ديلاوير للفنون في عام 1935. وكان بانكروفت قد اشترى اللوحة من تشارلز فيرفاكس موراي ، وهو فنان في فترة ما قبل الرفائيلية. عرضت اللوحة كجزء من معرض متجول لمجموعة بانكروفت ، في متحف سانت لويس للفنون ، ومتحف سان دييغو للفنون ، ومركز فريك للفنون والتاريخ في بيتسبرغ ومواقع أخرى. تم عرضه ذات مرة في إعلان ضخم في مطار سان أنطونيو الدولي. 

## الوصف
لها ملامح حادة صورت مريم المجدلية أمام بروكار دمشقي منقوش باللون الأخضر الغابي. إنها تحمل كأسًا من المرمر ، وهي صفة تقليدية تربطها بالمرأة الخاطئة التي لم يذكر اسمها والتي مسحت قدمي يسوع في انجيل لوقا في الفصل (7:37). مثل رسامي ما قبل الرفائيلية الآخرين ، أعطى فريدريك سانديز مريم المجدلية نظرة حسية ذات طابع هادء. 